# Misión Nueva Pompeya
Misión Nueva é uma cidade da Argentina, localizada na província de Chaco.